# Famille von Bredow
 (janvier 2015).
Si vous disposez d'ouvrages ou d'articles de référence ou si vous connaissez des sites web de qualité traitant du thème abordé ici, merci de compléter l'article en donnant les références utiles à sa vérifiabilité et en les liant à la section « Notes et références ».
Pour les articles homonymes, voir Bredow (homonymie).
La famille von Bredow est une famille de noblesse ancienne originaire de la Marche-Moyenne de Brandebourg. Ses racines remontent au fief de Bredow (aujourd'hui quartier de Brieselang dans l'arrondissement du Pays de la Havel) tenu en 1251 par Arnoldus de Bredow.

## Histoire
La famille est déjà fort influente au XIVe siècle lorsqu'elle acquiert en 1335 le fief de Friesack.
En 1520, les Bredow sont en possession de Rheinsberg, Löwenberg, Bergsdorf, Grüneberg, Grossmutz, Hoppenrade, Schrabsdorf (de), Badingen, Mildenberg, Zabelsdorf et partie d'Osterne, Lanke, Kerkow, et Neuendorf.

## Blason

Armes des Bredow

Les armes de la famille se blasonnent ainsi : D'argent à une échelle d'assaut (de) rouge avec trois croisillons d'or. Sur le casque rouge et argenté à pareilles lambrequins, un bouquetin (de) d'argent en croissance et armé d'or.
L'image du blason avec l'échelle d'assaut rouge est identique à celle des von Ramin. Selon Kneschke, il existe également une parenté tribale entre les deux familles.

## Personnalités
- Henning de Bredow, évêque du Brandebourg de 1406 à 1414
- Joachim de Bredow (de) (1441-1507), évêque du Brandebourg
- Gottfried Albrecht von Bredow (de) (1650-1730), général prussien
- Kuno Ernst von Bredow (de) (1663-1725), général prussien
- Asmus Ehrenreich von Bredow (1682-1761), général prussien
- Friedrich Siegmund von Bredow (de) (1683-1759), général prussien
- Kaspar Ludwig von Bredow (de) (1685-1773), général prussien
- Carl Wilhelm von Bredow (de) (1693-1756), général prussien
- Jakob Friedrich von Bredow (de) (1702-1783), général prussien
- Ernst Wilhelm von Bredow (de) (1709-1755), ministre prussien
- Comte Friedrich Ludwig Wilhelm von Bredow (de) (1763-1820), membre de la Cour de Frédéric-Guillaume III de Prusse
- Dietrich von Bredow (de) (1768-1836), administrateur d'arrondissement
- Henning August von Bredow (de) (1774-1832), administrateur de l'arrondissement de Soldin (de)
- Christoph August von Bredow (de) (1780-1844)
- Adalbert von Bredow (1814-1890), général prussien
- Max von Bredow (de) (1817-1893), membre de la chambre des seigneurs de Prusse
- Ludwig von Bredow (de) (1825-1877), député du Reichstag et administrateur de l'arrondissement d'Havelland-de-l'Ouest
- Albert Bredow (1828-1899) peintre, lithographe, scénographe ayant travaillé essentiellement en Russie
- Karl von Bredow-Buchow-Carpzow (de) (1832-1904), membre de la chambre des seigneurs de Prusse
- Wolf von Bredow (de) (1834-1920), homme politique prussien
- Ernst von Bredow (de) (1834-1920), député du Reichstag
- Bernhard von Bredow (de) (1842-1918), général prussien
- Claus von Bredow (1850-1913), général prussien et écrivain militaire
- Hasso von Bredow  (1851-1922), général prussien
- Max von Bredow (de) (1855-1918), homme politique prussien, époux de la comtesse Eugénie von Schwerin (de)
- Wilkin von Bredow (de) (1855-1921), membre de la chambre des seigneurs de Prusse
- Joachim von Bredow (de) (1858-1914), amiral
- Comte Anatol von Bredow (de) (1859-1941), général de cavalerie, décoré de l'Ordre Pour le mérite.
- Comte Arthur von Bredow (1867-1937), général
- Joachim von Bredow (de) (1867-1941), membre de la chambre des seigneurs de Prusse
- Joachim von Bredow (de) (1872-1926), administrateur de l'arrondissement de Sorau (de) et de l'arrondissement du Bas-Barnim (de)
- Hasso von Bredow  (1883-1966), amiral allemand
- Ferdinand von Bredow (1884-1934), général assassiné par la SS
- Comtesse Maria von Bredow (de) (1899-1958), fille du comte Anatol von Bredow, politicienne
- Comtesse Ilse von Bredow (de) (1922-), descendante de Friedrich Ludwig Wilhelm von Bredow, fille du comte Sigismund von Bredow, femme de lettres
- Christoph von Bredow (de) (1930-), membre du CDU
- Wilfried von Bredow (de) (1944-), politologue
- Bernard Raymund von Bredow (1959–2021), archéologue allemand